# Compsoctena niphocosma
Compsoctena niphocosma is een vlinder uit de familie Eriocottidae. De wetenschappelijke naam van deze soort is voor het eerst geldig gepubliceerd in 1934 door Meyrick.
De soort komt voor in tropisch Afrika.